# Adriaan Willem Weissman

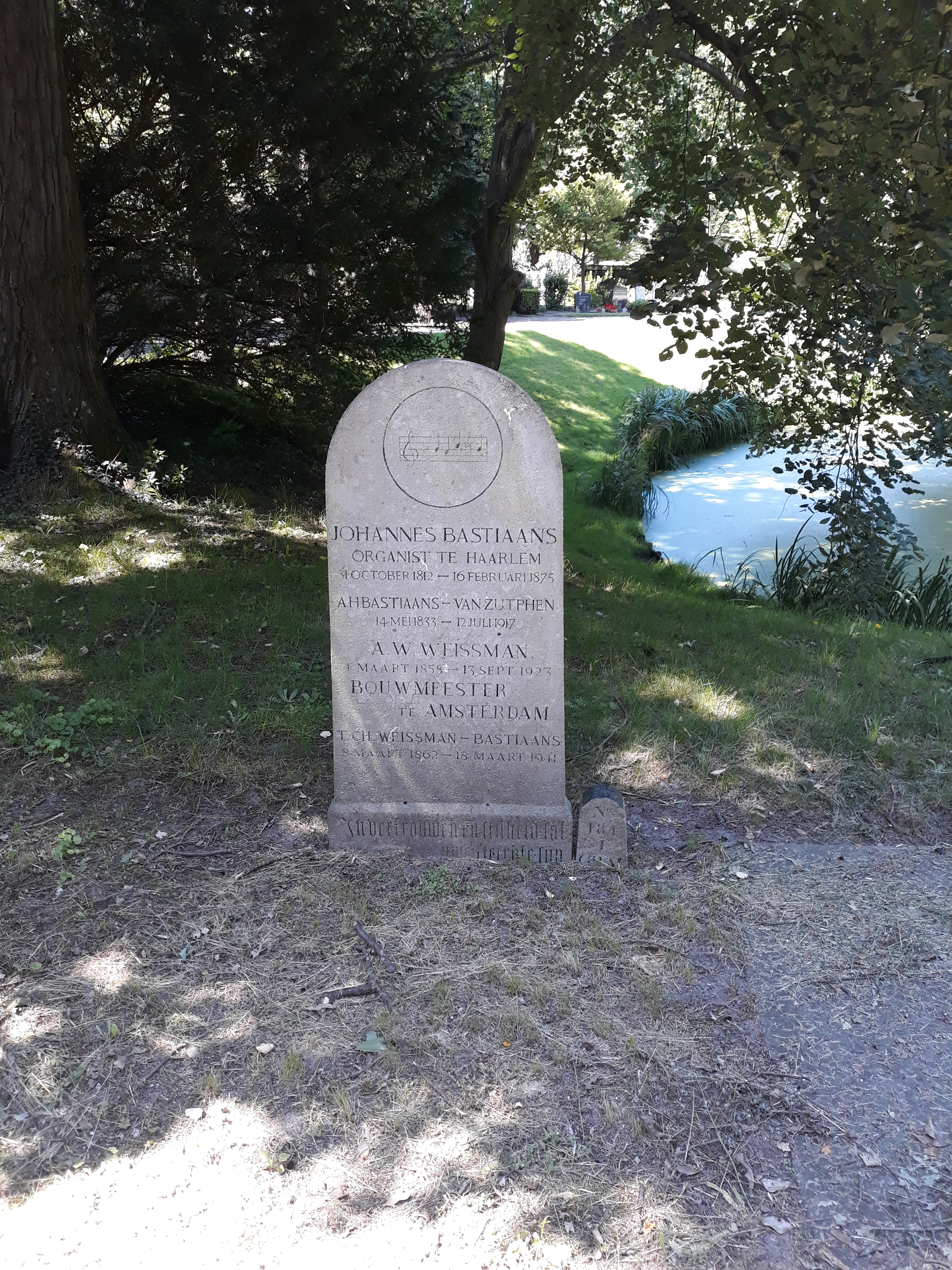
Het graf van Adriaan Willem Weissman in het graf van zijn schoonouders op de Algemene Begraafplaats Kleverlaan te Haarlem.

Adriaan Willem Weissman (Amsterdam, 4 maart 1858 – aldaar, 13 september 1923) was een Nederlands, historiserend architect. Hij is vooral bekend als gemeentearchitect van Amsterdam.

## Leven en werk
Op aanraden van architect A.N. Godefroy ging Weissman niet naar de Polytechnische School, de huidige Technische Universiteit Delft, maar ging hij vanaf 1 september 1875 in de leer bij Willem Springer, assistent-architect van de Dienst der Publieke Werken van Amsterdam, terwijl hij 's avonds, eveneens op advies van Godefroy, lessen volgde aan de Rijksakademie van Beeldende Kunsten. In 1882 kwam hij zelf als 'bouwkundige 1e klasse' in dienst van de inmiddels fors uitgebreide Dienst der Publieke Werken.

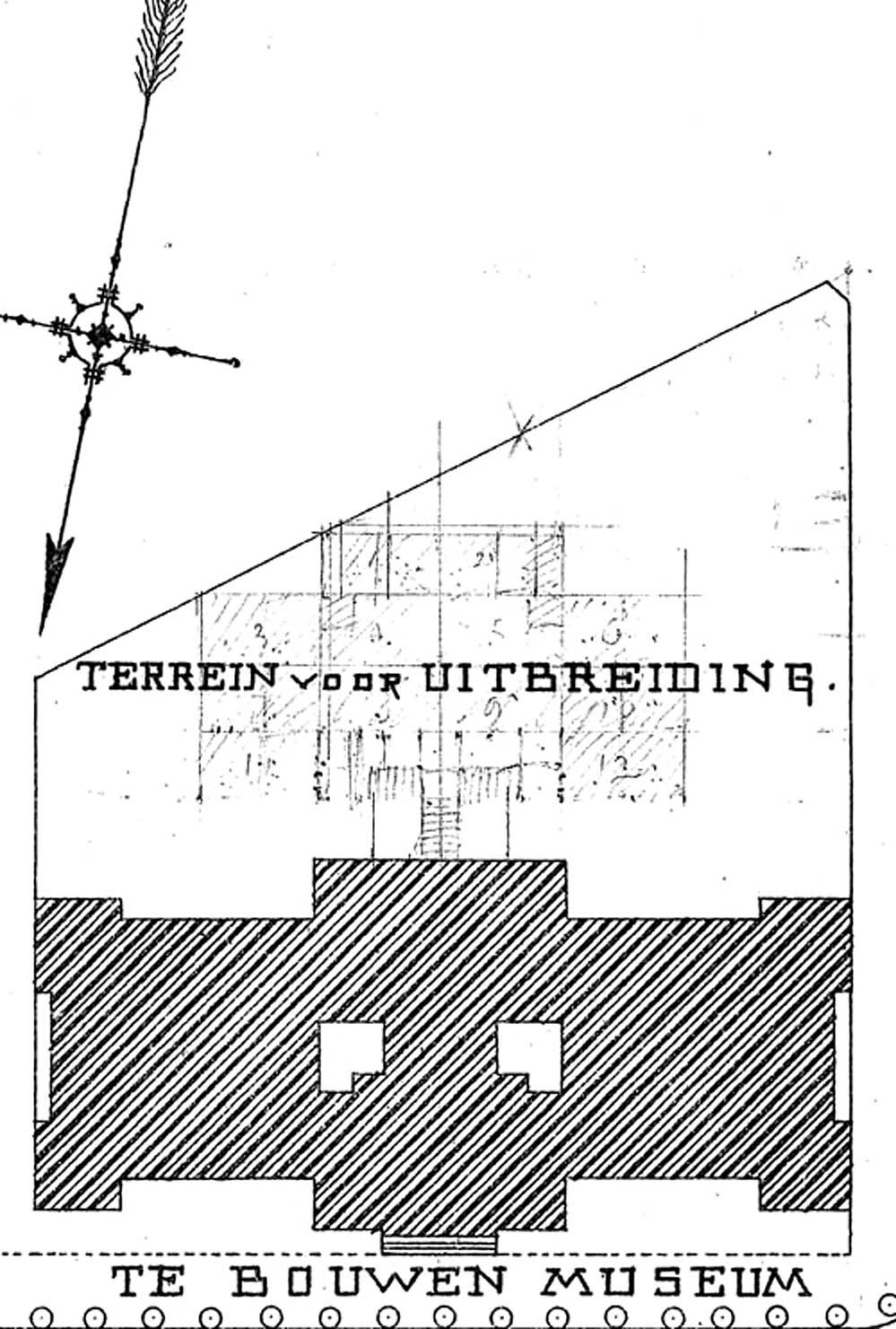
Stedelijk Museum, Paulus Potterstraat 13, Amsterdam, situatie, detail.

In 1891 werd hij echter door de gemeente Amsterdam ontslagen wegens eigenmachtig optreden, maar later weer in dienst genomen. Als gemeentearchitect ontwierp hij het Stedelijk Museum en de (deels gesloopte) gebouwen op de Nieuwe Oosterbegraafplaats. Ook kreeg hij de opdracht de Waag op de Nieuwmarkt tot archiefgebouw in te richten. In 1895 eindigde zijn functie bij de Publieke Werken, er werd toen geen nieuwe "stadsarchitect" meer benoemd.
Hij hield zich echter meer bezig met schrijven en het houden van voordrachten over architectuur dan met het neerzetten van gebouwen. Zijn oeuvre is dan ook niet omvangrijk. Onder pseudoniem Candidus schreef hij talloze humoristische puntdichten. Ook zette hij zich in om historisch en architectonisch waardevolle gebouwen te behoeden voor vernietiging en verval. Hem werd, onder anderen door Willem Kromhout, verweten te veel in het verleden te leven. Als Candidus gaf hij hierop het volgende antwoord:

Wil 't heden in 't verleden weinig weten,

De toekomst zal dat heden niet vergeten:

Moog' die dan, als zij met haar maat gaat meten

Nog roemen, wat nu bouwkunst wordt geheeten.

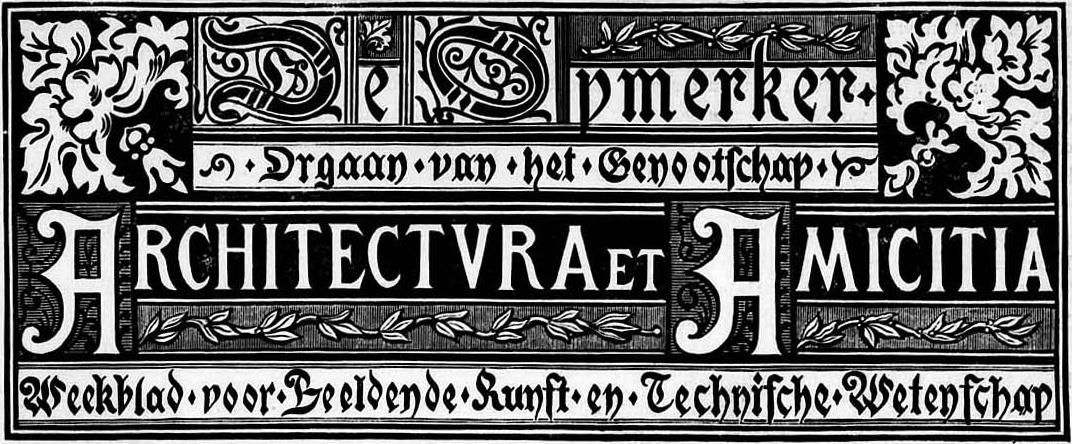
Vignet van De Opmerker, orgaan van Architectura et Amicitia. 1883

Weissman was lid van de BNA en Architectura et Amicitia. Voor de laatste organisatie ontwierp hij in 1883 het vignet van haar orgaan, De Opmerker. Hij werd op 17 september 1923 in het bijzijn van onder meer Eduard Cuypers, Jan Wils, Han van Loghem en M. Plate begraven op de Algemene Begraafplaats in Haarlem.

## Meer lezen

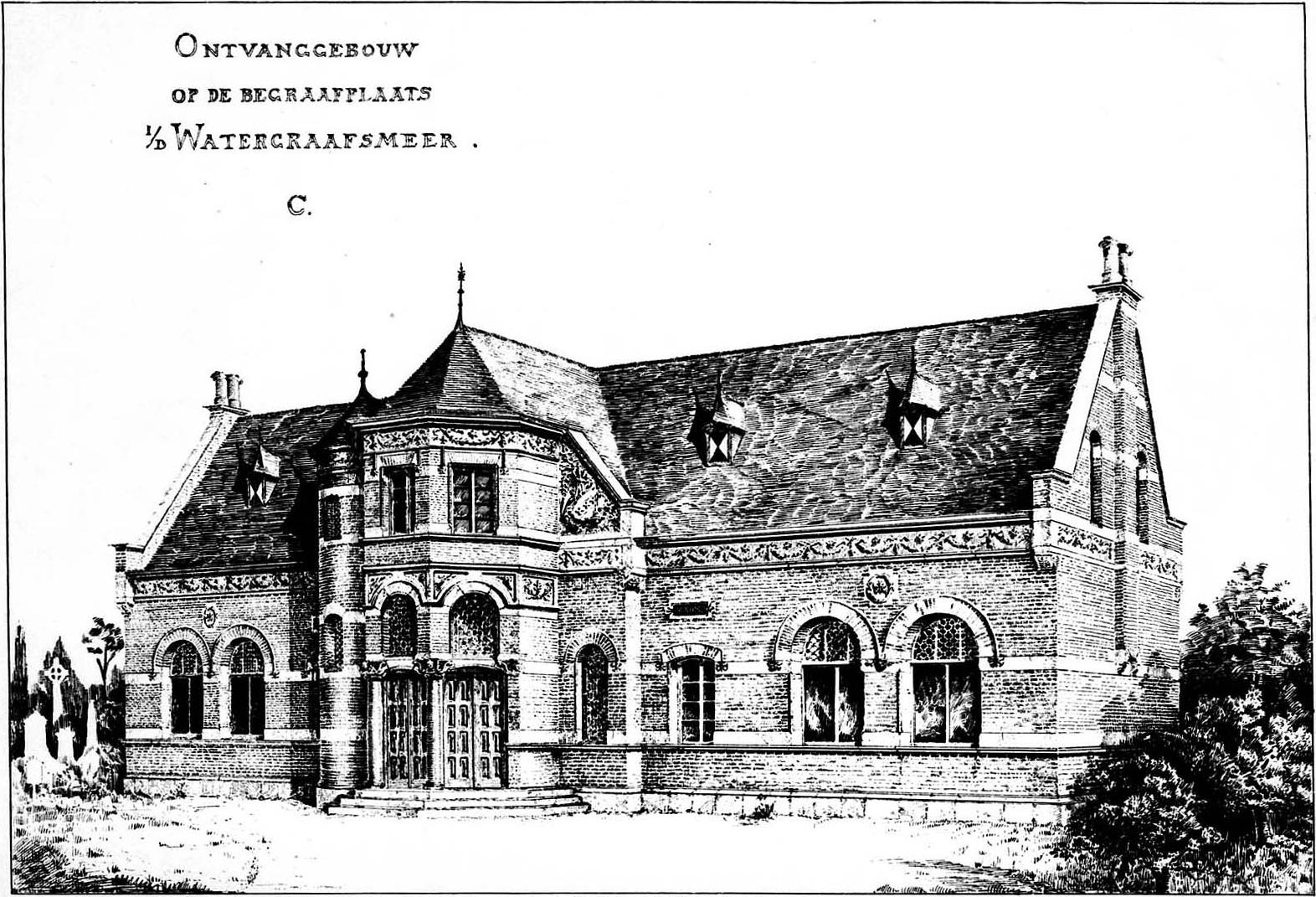
Ontvanggebouw, Nieuwe Oosterbegraafplaats, Kruislaan, Amsterdam [verdwenen]. 1893.

- Anoniem (16 juni 1894) 'Het ontslag van den gemeentearchitect te Amsterdam', De Opmerker, 29e jaargang, nummer 24, pp. 188–189.
- Anoniem (7 juli 1894) 'Het ontslag van den gemeente-architect', De Opmerker, 29e jaargang, nummer 27, p. 214.
- Anoniem (14 juli 1894) 'Het ontslag van den Amsterdamschen gemeente-architect', De Opmerker, 29e jaargang, nummer 28, p. 222.
- Anoniem (21 juli 1894) 'Het ontslag van den Amsterdamschen gemeente-architect', De Opmerker, 29e jaargang, nummer 29, p. 227.
- A.W. Weissman (19 september 1923) 'De bouwkunst-tentoonstelling te Amsterdam', De Bouwwereld, 22e jaargang, nummer 38, pp. 300–301.